# Pedra Mole
Pedra Mole é um município brasileiro do estado de Sergipe, nos territórios do Agreste Central Sergipano e do Sertão Ocidental Sergipano. Localiza-se perto das margens do rio Vaza-Barris, a uma latitude 10º37'00" sul e a uma longitude 37º41'13" oeste, estando a uma altitude de 192 metros. Sua população estimada em 2022 era de 2778 habitantes, com uma área de 82,202 km². Por ser o único Município a fazer Vaquejada e Festa do Vaqueiro com um Parque de Vaquejada Mantido pelo Município e sendo Pública a Festa no Estado de Sergipe, tem grande importância das vaquejadas. A cidade tem mesmo o título de "Capital Sergipana do Vaqueiro".
Atualmente possui quatro povoados: Manuíno, Tapado, a dois quilómetros da sede municipal, Serra e Gravatá.

## Etimologia
A população local apresenta várias versões para a origem do nome da povoação. Segundo uma delas, alguns moradores teriam encontrado pedras com a marca da pata de um animal e de um pé de uma pessoa, afirmando por isso que as pedras eram moles. Outra versão diz que os viajantes marcavam como ponto de encontro o lugar das pedras moles. O que se sabe, com certeza, é que na região da cidade existiam pedras relativamente fofas, que hoje não existem mais.

## História
A ocupação territorial do interior sergipano iniciou-se no século XVI, à medida que os exploradores e colonos subiam o curso do rio Vaza-Barris. Perto das suas margens foram fundados os povoados de São Cristóvão, Aracaju e Itaporanga d’Ajuda, adentrando-se a partir de 1575 até Lagarto e Campo do Brito. No século seguinte, , entre 1637 e 1645, durante a ocupação holandesa de Sergipe, os moradores, figindo à destruição causada pelo invasor, levaram seus rebanhos cada vez mais para o interior, até à região das atuais Itabaiana e Simão Dias. Em 1655, após a expulsão dos holandeses, recomeça a exploração colonizadora baseada na pecuária, assim como as concessões de sesmarias. Neste século teve lugar a ocupação da maior parte do território de São Cristóvão, Campo do Brito, Macambira e Lagarto, chegando até Simão Dias e Pedra Mole. O tipo de ocupação humana praticado na região, requerendo grandes áreas destinadas à produção de gado, assim como para implantação de núcleos populacionais, produção de alimentos e abertura de estradas, determinou desde logo profundas alterações nos ecossistemas da região, com vastas áreas das matas nativas sendo paulatinamente suprimidas desde o início da colonização.
Segundo a Enciclopédia dos Municípios Brasileiros, a área hoje correspondente aos municípios de Pedra Mole e Pinhão foi inicialmente ocupada por Manoel Alves da Silva, que obteve, por alvará de 25 de outubro de 1713, uma "(...) sesmaria de uma légua de comprimento por três de largura, começando no rio Salgado, que deságua no Vaza-Barris, até à serra do Coité".
O fundador da povoação é tido por muitos como sendo João Fonseca, que em meados do século XIX era o fazendeiro mais conhecido da região, embora muitas dezenas de anos antes de seu aparecimento já Pedra Mole tivesse consolidado sua situação de pousada obrigatória de índios e colonizadores que, antes e depois das lutas em Laranjeiras, Itaporanga e São Cristóvão, subiam o rio Vaza-Barris, passando pelas matas de Itabaiana, seguindo o rumo de Bom Conselho - atual Cícero Dantas - e Jeremoabo. João Fonseca veio a tornar-se tronco de uma grande família, sendo seu bisneto José Lavres da Fonseca, primeiro prefeito da cidade.
Em  novembro de 1852, o povoado é referido no Correio Sergipense como sítio onde se acoitavam vários malfeitores, entre eles um certo Félix, culpado de crime de morte, que urgia capturar, pertencendo então à vila de Itabaiana, e na dependência do distrito policial de Campo do Brito.
Desde meados do século XIX, a região de Itabaiana, à qual pertencia o povoado de Pedra Mole, constituiu-se como importante centro agrícola, sendo desde 1864 uma região de extraordinária produção algodoeira, para a qual seria projetada a abertura de uma rede de estradas reais, por forma a permitir o escoamento da produção agrícola para o litoral sergipano, em particular a capital de província, Aracaju.
Em novembro de 1881, o presidente da então província de Sergipe, Inglês de Sousa, visitou o povoado, como parte da excursão que realizou ao interior da província.
Em 1889, a povoação possuía uma comunidade ativa no movimento republicano sergipano, agregada em torno do Club Republicano de Pedra Mole. No mesmo ano, o capitão José Guilherme da Silveira e outros residentes do povoado, pediram o cumprimento da lei que havia criado a feira de Pedra Mole, e a destruição das de Rajas, Mucambo e Macambira.
Em 1890, a família Ettinger, de origem francesa, fundou na região uma fábrica de beneficiamento de algodão. Os pioneiros Godchaux Ettinger, e seu sobrinho Gabriel Lazar Ettinger, com o seu exemplo e entusiasmo foram gradualmente atraindo pessoas das povoações vizinhas que ambicionavam uma vida melhor.
Até meados do século XX, Pedra Mole era cercada de roças, sítios e malhadas, possuindo três descaroçadores de algodão. A produção de milho, feijão, frutas e farinha de mandioca era também muito significativa. O leite era abundante, tanto de vaca como de cabra. Na feira podiam se achar muitas galinhas, capões e ovos. Tudo isso se alterou, observando-se uma estagnação do local. A população diminuiu com a redução dos criatórios de animais de pequeno porte, e o recurso a uma agricultura de subsistência. Numerosas propriedades rurais foram absorvidas pelas fazendas de gado bovino. Os lavradores, agora sem terra, migraram para Aracaju e para o sul do país. Ainda atualmente os produtores enfrentam o problema de falta de terras para plantar, uma vez que o município é praticamente todo tomado por latifúndios.
O povoado de Pedra Mole pertenceu inicialmente ao termo de Itabaiana, passando a pertencer a Campo do Brito em 1912. Mais tarde, pela Lei 525-A, de 23 de novembro de 1953, os municípios de Pinhão e Macambira foram desmembrados de Campo do Brito, passando Pedra Mole a ser povoado de Pinhão. Em 24 de julho de 1957, o antigo povoado de Pedra Mole foi criado distrito pela lei estadual n.º 823, encontrando-se subordinado ao município de Pinhão, assim se mantendo ainda na divisão territorial de 1 de julho de 1960. Em 21 de novembro de 1963, o distrito de Pedra Mole foi finalmente desmembrado do município de Pinhão, e elevado à categoria de município, mantendo a mesma designação, pela lei estadual n.º 1231, e com sede no antigo distrito, como se vê da divisão territorial de 31 de dezembro daquele ano, e assim se mantendo na divisão territorial de 2007. Foi instalado em 21 de fevereiro de 1965, sendo seu primeiro prefeito José Lavres da Fonseca. Em 2019, foi proposta a extinção do município, pela Proposta de Emenda Constitucional PEC 188/2019, que previa a extinção dos municípios com menos de cinco mil habitantes.
Em janeiro de 2017, o Ministério da Integração Nacional reconheceu a situação de emergência no município de Pedra Mole, em virtude de um extenso período de seca.
Em 31 março de 2020, Pedra Mole, juntamente com outros 59 municípios, solicitou à Assembleia Legislativa de Sergipe o reconhecimento do estado de calamidade pública, por forma a poderem adotar as medidas necessárias para enfrentar a pandemia de Covid-19.

## Geografia
A cidade localiza-se a uma latitude 10º37'00" sul e a uma longitude 37º41'13" oeste, e a uma altitude de 192 metros, perto das margens do rio Vaza-Barris, as quais definem parte dos limites do município.
O clima é semi-árido megatérmico, segundo a classificação de Thornthwaite. A precipitação pluviométrica média no ano é de 800 mm, e a temperatura média anual de 24ºC, com período chuvoso de março a agosto.
O município situa-se num ecótono, uma região de transição entre os ecossistemas da Mata Atlântica, e a semi-árida caatinga, um ambiente extremamente importante para a manutenção de populações de muitas espécies, uma vez que cria corredores entre as diferentes paisagens. A área tem vindo a sofrer uma alta pressão antropogénica, derivada sobretudo da pecuária e da agricultura.
Na região do povoado Tapado, o ecossistema é de caatinga, com predominância das espécies Leucena leucocephala, Prosopis juliflora, e Caesalpinia pyramidalis Tul, podendo configurar podem configurar uma adaptação ao ambiente de solos rasos e ao acentuado deficit hídrico durante vários meses.
A cerca de quatro quilômetros da sede do município, na parte mais baixa do vale, passa o rio Vaza-Barris, cuja água pura constitui atração de fim de semana e feriados para a população local, que o usa como balneário. O coberto vegetal nesta zona é a Mata Atlântica, em bom estado de conservação.
Na Fazenda Senhor Bonfim existe um trecho de mata ripária, com aproximadamente 288 hectares, localizado a 3,6 quilômetros a oeste da sede do município, e a 1,2 quilômetros do rio Vaza-Barris. Aqui foi capturado, em abril de 2014, numa bromélia terrestre, um espécime de Xenohyla eugenoi, espécie rara de anfíbio endêmica do Brasil, descrita apenas em 1998. A captura do espécime, que se encontra na coleção de anfíbios do Laboratório de Biologia e Ecologia de Vertebrados of the Universidade Federal de Sergipe, com o registro LABEVA 1073, permitiu alargar a sua área de distribuição 423,4 quilômetros em linha reta, a norte da localidade do holótipo, no município de Maracás, no centro-sul do estado da Bahia, e 277 quilômetros em relação à localidade mais próxima onde se registou a sua presença, no município de Ipirá, na região central-norte da Bahia. Até à data, apenas cinco espécimes de Xenohyla eugenoi haviam sido recolhidos, quatro no estado da Bahia e um em Minas Gerais, sendo o espécime sergipano de Pedra Mole o sexto a ser encontrado.
Apesar da região ser pobre no investimento em pesquisa e estudos de campo, a sua conservação é altamente recomendada, uma vez que aclhe uma grande biodiversidade, incluíndo muitas espécies ainda não descritas.

## Demografia
Em 1933, o povoado compunha-se de 75 edifícios.
Em 2010, a população do município era muito jovem, pertencendo sobretudo à faixa etária entre os 10 e os 24 anos. Pedra Mole constitui-se como um município rural, com 59,7% da população vivendo em zona rural, fora do aglomerado urbano.
Em 2018, Pedra Mole foi o município sergipano com menor número de mortes, num total de 15.

### Religião
A religião predominante no município é cristã, em sobretudo da Igreja Católica Romana, com cerca de 2500 praticantes, existindo ainda uma pequena comunidade evangélica.
Em 1904, Pedra Mole foi visitada por frei Caetano de San Leo, da Ordem dos Capuchinhos, em missão evangelizadora, o qual passou novamente pelo povoado no ano seguinte, na companhia de frei Camilo de Crispiero.
Até 2011, o município esteve integrado na paróquia de São Francisco de Assis de Macambira. A 17 de novembro desse ano, foi criada a paróquia de Nossa Senhora do Patrocínio, subordinada ao arcebispado de Aracaju. É administrada desde 2018 pelo padre Wagner da Silva Oliveira.
Em 2016, a Igreja Adventista do Sétimo Dia inaugurou em Pedra Mole um Santuário da Esperança, subordinado ao Distrito de Carira.

## Governo
O prefeito atual é João José de Carvalho Neto, conhecido como Neto do Milton, do DEM, eleito nas eleições municipais de 2016 no primeiro turno, com 50.36% dos votos (1346 votos). Neto do Milton ocupa o cargo desde 2012, quando foi eleito pelo DEM, com 51,08% dos votos.
Em 1996, o prefeito eleito foi Francisco Alexandre dos Passos, do PSDB.
Em 2000, foi eleito prefeito Milton Batista Carvalho, do PFL, conquistando o cargo novamente em 2004. Foi sucedido em 2008 por Cleverton Santos, conhecido por Clevinho do Albino, do PT.

### Símbolos e instrumento oficial
Em 2013 foi criado o brasão do município, que desde esse ano serve como símbolo oficial do mesmo. No mesmo ano foi criada a bandeira municipal, com as cores azul, representando o céu, branco, para a paz e concórdia, e verde, simbolizando a agricultura, principal fonte de riqueza do município.
Em 2016, o município instituiu o Diário Oficial Eletrônico do Município de Pedra Mole - DIOPM como seu instrumento oficial de publicação, divulgação e comunicação dos atos administrativos do poder executivo municipal, alojado no endereço https://pedramole.se.gov.br. Em 2019, o portal foi classificado pelo Tribunal de Contas do Estado de Sergipe no quesito transparência com a classificação de 9,2, muito próximo da máxima de 10.

### Segurança
Pedra Mole é hoje considerada uma cidade pacata, de povo tranquilo. No passado o povoado chegou a ser esconderijo de malfeitores e cangaceiros, como um certo Félix, culpado de crime de morte, que em 1852 ali se escondia, sendo o local conhecido por acoitar fora-da-lei. A  história local ainda hoje aponta a antiga residência da família de João Lucas de Santana como um dos locais onde se escondia Lampião, quando se encontrava na região, num esconderijo subterrâneo.
Ao nível judicial, Pedra Mole pertence à comarca de Frei Paulo, tendo chegado a possuir delegacia e fórum distrital próprio. Estes se encontravam encerrados e em processo de extinção em 2015, tendo os moradores que recorrer ao fórum de Frei Paulo, a 30 quilômetros de distância. Em 2018, a delegacia continuava fechada, sendo o policiamento assegurado por guarnições de municípios vizinhos, sem presença permanente na cidade.
Em dezembro de 2015, foi inaugurada em Pedra Mole um Centro Integrado de Segurança Pública (CISP), um modelo de unidade policial que agrega em um mesmo prédio os efetivos das polícias Civil e Militar, gerando economia e reforçando a integração entre as forças policiais.

## Economia

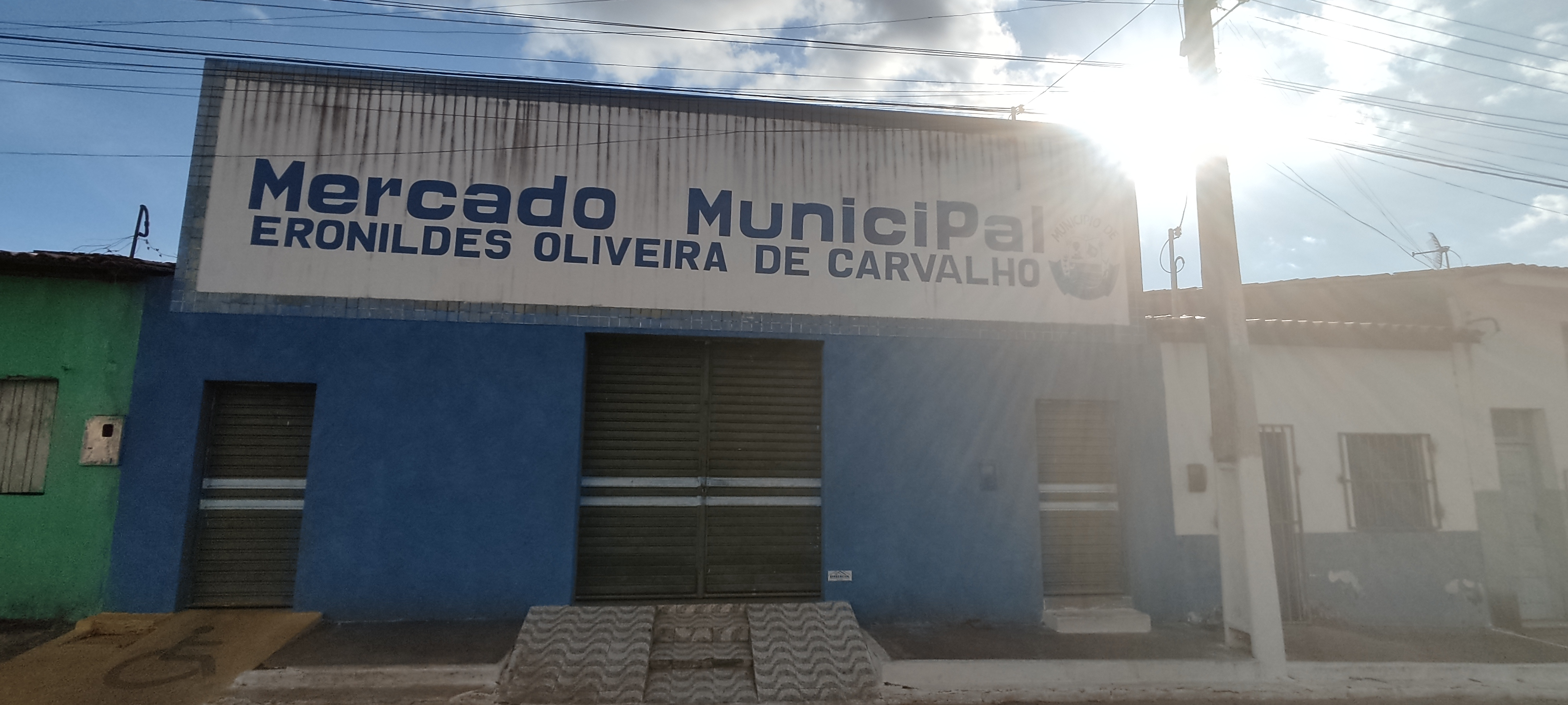
Mercado Municipal Eronildes Oliveira de Carvalho

O desenvolvimento de Pedra Mole, assim como das suas cidades vizinhas, foi travado também pela falta de chuvas, e pelo uso de processos rudimentares agrícolas que reduzem e encarecem a produção.
A agricultura é a principal fonte de renda municipal, numa lógica de agronegócio, materializada em grandes latifúndios de monocultura de milho, estratégia que tem contribuído para a degradação social e ambiental do município.
A cidade dispõe de um mercado municipal, desde 2013 denominado Mercado Municipal Eronildes Oliveira de Carvalho.
Na cidade realiza-se uma feira, instituída na década de 1880, a qual tem lugar regularmente na praça ao lado da igreja matriz, servindo Pedra Mole e as cidades vizinhas, cuja população ali se desloca muitas vezes em pau de arara.

### Artesanato
A indústria de artesanato em Pedra Mole inclui o fabrico de caçuás, cestos de cipó para o transporte de mercadorias, antigamente colocados nas cangalhas das bestas de carga, e hoje usados no transporte da cana. Há fabrico de jererés, espécie de redes de pesca, pela artesã Maria Madalena de Jesus, de 91 anos, assim como de artesanato em crochê e outras aplicações téxteis, e decoração de garrafas.

### Turismo
Em 2017, o município foi incorporado no Mapa do Turismo Brasileiro, no Polo das Serras Sergipanas, sendo com a categoria E, reservada àqueles com fluxo turístico nacional e internacional de menor expressão.
A principal atração da cidade é o parque de vaquejadas, Parque Municipal Padre João Lima Feitosa, onde praticamente todos os fins de semana tem lugar algum evento especial, e onde pode ser observado o treino dos vaqueiros e dos animais. É aqui que tem lugar todo o segundo fim de semana de setembro um dos principais eventos da cidade, a Festa do Vaqueiro.

## Infraestrutura
O abastecimento de água ao município faz-se pela Adutora do Semiárido, estando a cargo da Companhia de Saneamento de Sergipe (Deso). Esta adutora tem apresentado frequentes problemas de rompimentos, com causas ainda desconhecidas. Em 11 de março de 2020, um novo rompimento na adutora de Gararu deixou Pedra Mole e outros seis municípios sem água, situação que ainda persistia no início de abril.

### Saúde
Ao nível de equipamentos de saúde, a cidade dispõe do Polo da Academia de Saúde Josefa Batista Carvalho, e de uma Clínica da Saúde da Família, localizados na rua Pompílio Alves dos Santos; da Unidade Básica de Saúde Eridan Conrado Santos Carvalho, no assentamento São José da Quixabeira.

### Transportes
Desde meados do século XIX, a região de Itabaiana, à qual pertencia o povoado de Pedra Mole, e Simão Dias constituiu-se como importante centro agrícola, sendo desde 1864 uma região de extraordinária produção algodoeira. As dificuldades de transporte destes produtos para o litoral sergipano, em particular a capital da província, Aracaju, levou ao planejamento da abertura de algumas estradas reais entre essas cidades e a capital.
O projeto de um acesso ferroviário à região remonta pelo menos a 1873, quando o cidadão Eugênio José de Lima celebrou contrato com o governo da província, em janeiro desse ano, para a construção de uma via férrea entre Laranjeiras e Simão Dias, tocando em Itabaiana, a qual seria um segmento da via férrea entre Aracaju e Laranjeiras. No início da década de 1880, Pedra Mole encontrava-se inserida na região das Matas de Itabaiana, onde existiam grandes plantações de algodão e cereais, sendo avançada em 1881 no Jornal de Sergipe a proposta de uma estrada de ferro entre Aracaju e Simão Dias, com o fim de escoar aqueles produtos, a qual nunca se concretizou. Em 1884, a Estrada de Ferro entre Aracaju e Simão Dias é novamente falada, perspetivando-se um futuro de vila opulenta para Pedra Mole, em virtude da grande fertilidade dos seus campos para vários tipos de culturas. Finalmente, em 1904, o senador sergipano Olímpio Campos intermediou um acordo entre o Presidente do Estado de Sergipe, Josino Menezes, e o Ministro de Viação e Obras Públicas, Lauro Muller, sobre os pagamentos dos estudos iniciais relativos à construção da Estrada de Ferro Timbó a Propriá, cujo traçado inicial previa a passagem pelas cidades de Estância, Simão Dias e Itabaiana. Estas cidades acabariam por ser retiradas do traçado em 1907, a primeira por motivos técnicos, desconhecendo-se os motivos da remoção das outras duas.
A falta de transportes regulares e rápidos que permitissem o escoamento da produção para os mercados do litoral, no entanto, levou a um desenvolvimento limitado. Na década de 2000 o município ainda sofria por falta de uma rodovia asfaltada, sendo a única cidade que tinha acesso apenas por estrada de barro, e em péssimas condições.
Até 2011, a cidade não tinha abastecimento de combustíveis próprio, ano em que a prefeitura concedeu um terreno na confluência da avenida João Alves Filho com a avenida Professor Nicodemos Falcão, e adjacente à praça dos Estudantes, para a instalação de um posto de combustíveis, concessionado durante 15 anos, com a contrapartida da manutenção e conservação do logradouro da praça dos Estudantes.
Atualmente o município não é servido por nenhuma rede de transportes coletivos. O transporte público de pessoas entre os municípios vizinhos e Pedra Mole é feito habitualmente em pau de arara, sobretudo em dias de feira e de festa.

### Educação
Em Pedra Mole existe a Escola Municipal Professora Maria José Moura de Carvalho, no bairro Centro, anteriormente denominada Escola Municipal de Ensino Fundamental Prof. Nicodemos Correia Falcão, e renomeada em 2019 a qual em 2018 contava com 242 alunos matriculados; a Escola Deputado José Carlos Teixeira, no povoado Manuíno, com 12 alunos matriculados em 2018; a Escola Antônio Manoel de Carvalho Dantas, igualmente no povoado Manuíno, com 42 matriculas no mesmo ano; a Escola Municipal Engenheiro João Alves Filho, no povoado Gravatá, com 61 matrículas; a Escola Municipal Presidente Tancredo Neves, com 192 matrículas, no bairro Centro; a Escola Municipal Pedro Almeida Valadares, no povoado Tapado, com 42 alunos no mesmo período.
Na cidade existe o Colégio Estadual Augusto Franco, inaugurado em 1981, e alvo de uma profunda reforma em 2017, constituindo atualmente a única unidade da rede pública estadual em funcionamento no município. Em 2011, o colégio foi beneficiado com a construção de uma quadra de esportes coberta e com arquibancada. Existe ainda o Colégio Estadual Lourival Fontes, anteriormente designado de Escola Professor Virgílio Santana, que em 2015 se encontrava fechada, sob alegação de contenção de despesas.
No povoado Tapado existe a creche "Creche Comunitária Josefa do Carmo Santos - Dona Carmita", inaugurada em 2017 e mantida pelo município.

## Cultura

### Festividades
As principais datas comemorativas são o aniversário da instalação do município, a 21 de novembro, instituído como feriado municipal em 2017, em razão da Emancipação Política Municipal; e o último domingo de novembro, quando se comemora a padroeira, Nossa Senhora do Patrocínio.
Durante o Carnaval tem lugar o CarnaArroja, que na edição de 2020 contou com a atuação da banda Psirico, englobada na maratona de shows "Carnaval do Psirico".
O dia de São João, 24 de junho, é feriado municipal, ficando assim instituído em junho de 2011.
No segundo fim de semana de setembro tem lugar a Festa do Vaqueiro, que desde 2011 faz parte do calendário oficial de eventos do município, sendo feriado municipal a segunda-feira imediatamente seguinte ao dia do encerramento do evento.

### Esportes
O principal esporte de Pedra Mole é a vaquejada, razão porque a cidade ganhou o título de "Capital do Vaqueiro". Estas competições são realizadas nos meses de julho e setembro, dispondo a cidade duma pista própria para o efeito, o Parque Municipal Padre João Lima Feitosa.

### Patrimônio

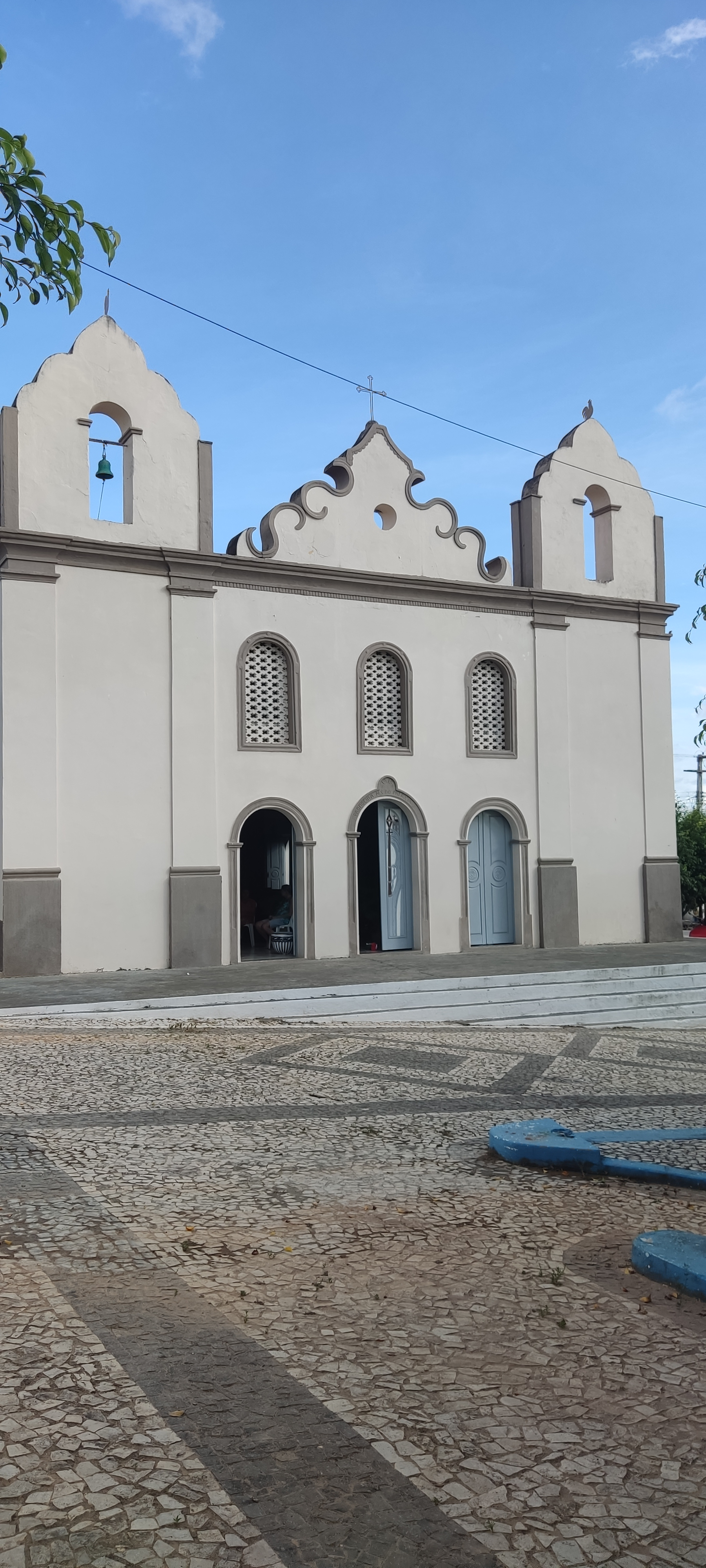
Foto da Igreja Matriz Nossa Senhora Do Patrocínio

O principal patrimônio edificado de Pedra Mole é a igreja matriz de Nossa Senhora do Patrocínio, reedificada em 1915 por João Lucas de Santana, que viria a dar o nome à praça fronteira, a principal da cidade. A igreja recebeu consideráveis melhoramentos na administração do prefeito José Lavres da Fonseca.
Na Rua do Bonfim, nas imediações da praça João Lucas Santana e da igreja matriz, encontra-se a antiga casa da família de João Lucas de Santana, imóvel de arquitetura colonial, que se diz albergar um esconderijo subterrâneo onde João Lucas escondia o cangaceiro Lampião quando este se encontrava na região.

### Personalidades
Entre as personalidades naturais de Pedra Mole, destacam-se o fazendeiro João Fonseca, e seu bisneto José Lavres da Fonseca, primeiro prefeito da cidade, instalado em 1965; João Lucas de Santana, cujo nome leva a principal praça da cidade, o qual foi pai do Dr. Tito Lívio de Santana, político e escritor; José Francisco Filho, Auxiliar de Serviços Hidráulicos da municipalidade, falecido em 1 de julho de 2019, e em cuja homenagem a municipalidade decretou três dias de luto municipal, pelos serviços prestados ao longo de 29 anos.